# Thunder (Yellow Claw & The Opposites)
Thunder is een single van het Nederlandse dj-samenwerkingsproject Yellow Claw met het rapduo The Opposites uit 2013. Het stond in hetzelfde jaar als achttiende track op het album Slapeloze nachten van The Opposites.

## Achtergrond
Thunder is geschreven door Twan van Steenhoven, Willem de Bruin, Leo Roelandschap, Nils Rondhuis en Jim Taihuttu en geproduceerd door Van Steenhoven. Het is een trapnummer met nederhop en hardstyle invloeden. Het nummer gaat over succes hebben en hard gaan. Het is daarnaast ook een ode aan Thunderdome. De single heeft in Nederland de platina status.
De samenwerking tussen de artiesten is tot stand gekomen nadat Yellow Claw aan Van Steenhoven vroeg om een samenwerking aan te gaan voor hun nieuwe single. De leden van The Opposites waren al bezig met het maken van Thunder en stelden voor om met dat nummer samen te werken. Van Steenhoven en Taihuttu hebben samen vervolgens de beat voor het lied gemaakt. 

## Hitnoteringen
Het lied was succesvol in zowel België als Nederland. In de Vlaamse Ultratop 50 piekte het op de negende plaats en stond het zeventien weken in de hitlijst. De piekpositie in de Nederlandse Single Top 100 was de tiende plek. Het was negentien weken in deze lijst te vinden. In de negen weken dat het in de Nederlandse Top 40 stond, kwam het tot de negentiende positie. 